# Fran Kranz

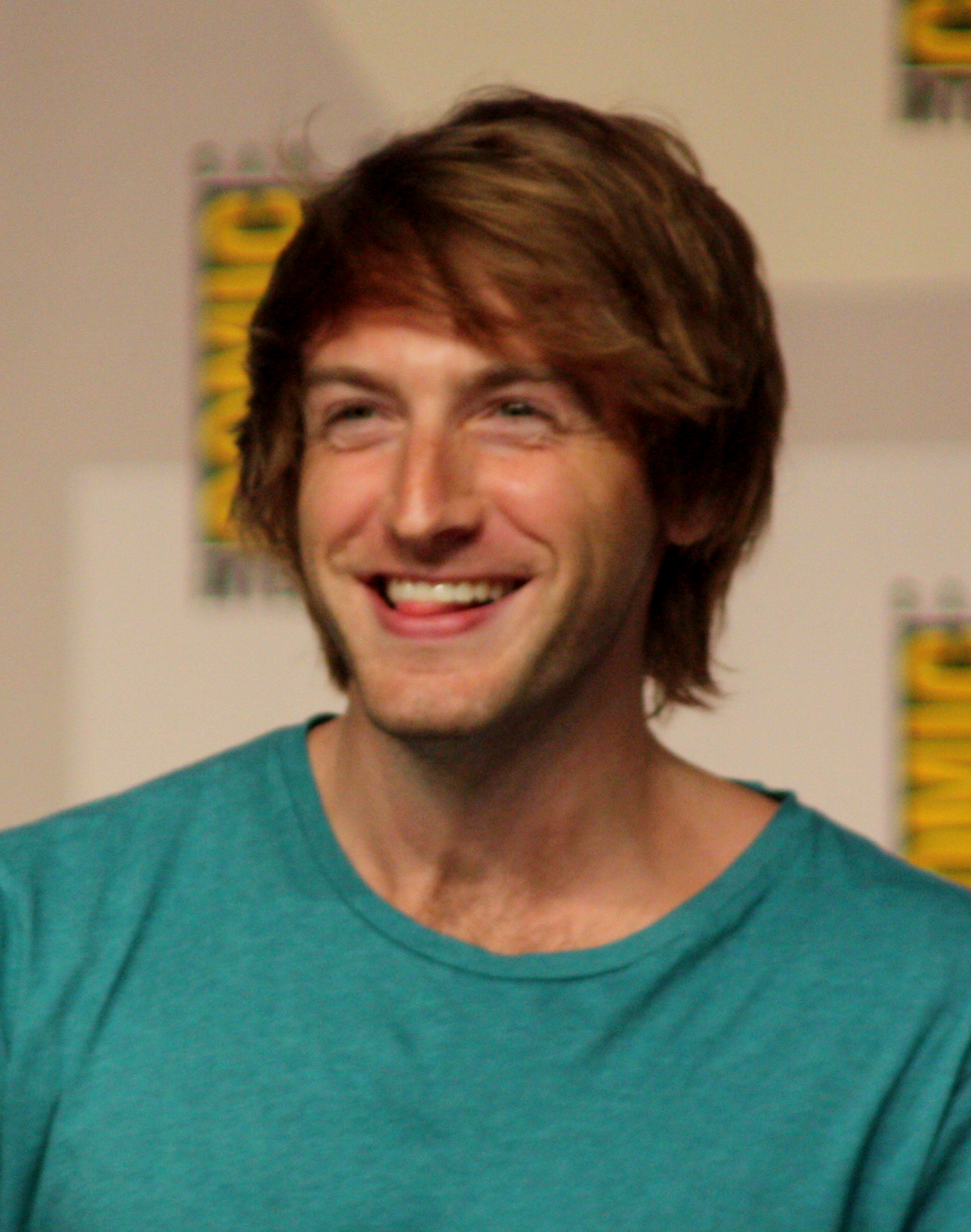
Fran Kranz bei der Comic-Con 2009

Francis Elliott Kranz (* 13. Juli 1981 in Los Angeles, Kalifornien) ist ein US-amerikanischer Schauspieler, bekannt aus der Fernsehserie Dollhouse.

## Leben
Fran Kranz begann schon in seiner Grundschulzeit mit dem Schauspielern. Er besuchte die Harvard-Westlake High School. Im Jahr 2004 schloss er die Yale University ab.
Sein Schauspieldebüt gab Fran Kranz 1998 in einer Folge von Frasier. In den folgenden Jahren war er vielen Filmen, wie zum Beispiel in Donnie Darko, Nix wie raus aus Orange County, The Village – Das Dorf und The TV Set zu sehen. Im Jahr 2008 hatte er die Rolle des Josh Flug in der Serie Welcome to the Captain inne. Im selben Jahr folgten ebenfalls Auftritte in den Serien Private Practice und It’s Always Sunny in Philadelphia. Nach weiteren Filmen war er zwischen 2009 und 2010 in einer Hauptrolle in der Fox-Serie Dollhouse zu sehen, durch welche er Bekanntheit erlangte. 2011 hatte Kranz einen Auftritt im Film Gregs Tagebuch 2 – Gibt’s Probleme?. Seine Bekanntheit vergrößerte sich 2012 durch das Mitwirken in den Filmen The Cabin in the Woods und Much Ado About Nothing. 2013 war er in einer Gastrolle in einer Folge von Good Wife zu sehen.

## Filmografie (Auswahl)
- 1998: Frasier (Fernsehserie, Folge 6x01)
- 2001: Donnie Darko
- 2002: Nix wie raus aus Orange County (Orange County)
- 2003: Swordswallowers and Thin Men
- 2004: The Village – Das Dorf (The Village)
- 2006: The Night of the White Pants
- 2006: The TV Set
- 2006: Whirlygirl
- 2007: Careless
- 2007: Rise: Blood Hunter
- 2008: Welcome to the Captain (Fernsehserie, 5 Folgen)
- 2008: Wieners
- 2008: Private Practice (Fernsehserie, Folge 2x02)
- 2008: It’s Always Sunny in Philadelphia (Fernsehserie, Folge 4x07)
- 2008: Last Meal (Kurzfilm)
- 2009: Homeland
- 2009–2010: Dollhouse (Fernsehserie, 26 Folgen)
- 2011: Gregs Tagebuch 2 – Gibt’s Probleme? (Diary of a Wimpy Kid: Rodrick Rules)
- 2012: The Cabin in the Woods
- 2012: Viel Lärm um nichts (Much Ado About Nothing)
- 2012: JourneyQuest (Fernsehserie, 8 Folgen)
- 2013: Good Wife (The Good Wife, Fernsehserie, Folge 4x21)
- 2013: Last Weekend
- 2016: Rebirth
- 2017: Der Dunkle Turm (The Dark Tower)
- 2018: Die Wahrheit über Lügen (The Truth About Lies)
- 2018: You Might Be the Killer
- 2019: Jungleland
- 2021: Mass (Regie und Drehbuch)
- 2022–2023: Julia (Fernsehserie, 16 Folgen)
- 2023: Party Down (Fernsehserie, 1 Folge)